# Leddyr
Leddyr (Arthropoda) er en række af dyr, der bl.a. er karakteriseret ved at være segmenterede og have et ydre skelet bestående af kitin, et såkaldt exoskelet. Insekter, krebsdyr, edderkopper, tusindben o.a. hører til leddyr. Arthropoda betyder "ledben".

## Klassifikation
Række: Arthropoda
- Underrække: †Trilobitomorpha (Trilobitter, uddøde)
- Underrække: Chelicerata (Klosaksdyr)
  - Klasse: Pycnogonida (Havedderkopper)
  - Klasse: Merostomata (Dolkhaler, Eks. Dolkhale)
  - Klasse: Arachnida (Spindlere)
- Underrække: Mandibulata
  - Klasse: Myriapoda(Skolopendre og tusindben)
    - Orden: Chilopoda (Skolopendere)
    - Orden: Symphyla
    - Orden: Diplopoda (Tusindben)
    - Orden: Pauropoda
- Underrække: Crustacea (Krebsdyr)
  - Klasse: Branchiopoda (Eks. Dafnie)
  - Klasse: Remipedia
  - Klasse: Cephalocarida
  - Klasse: Maxillopoda
  - Klasse: Ostracoda (Muslingekrebs)
  - Klasse: Malacostraca (Storkrebs)
- Underrække: Hexapoda (Seksbenede leddyr)
  - Klasse: Elliplura (Eks: Springhaler, Proturer)
  - Klasse: Diplura (Eks. Diplurer)
  - Klasse: Insecta (Insekter)